# Seznam belgických panovníků
Toto je seznam panovníků Belgie od roku 1831, kdy první belgický král Leopold I. nastoupil na trůn poté, co byla Belgie prohlášena za nezávislou na Spojeném království Nizozemském za belgické revoluce roku 1830.

## Dynastie Sasko-Coburská a Gothajská
| Obrázek | Jméno        | Datum narození    | Od                | Do                         | Datum úmrtí       |
| ------- | ------------ | ----------------- | ----------------- | -------------------------- | ----------------- |
|         | Leopold I.   | 16. prosince 1790 | 21. července 1831 | 10. prosince 1865          | 10. prosince 1865 |
|         | Leopold II.  | 9. dubna 1835     | 17. prosince 1865 | 17. prosince 1909          | 17. prosince 1909 |
|         | Albert I.    | 8. dubna 1875     | 23. prosince 1909 | 17. února 1934             | 17. února 1934    |
|         | Leopold III. | 3. listopadu 1901 | 23. února 1934    | 16. července 1951 abdikace | 25. září 1983     |
|         | Baudouin I.  | 7. září 1930      | 17. července 1951 | 31. července 1993          | 31. července 1993 |
|         | Albert II.   | 6. června 1934    | 9. srpna 1993     | 21. července 2013 abdikace | žijící            |
|         | Filip        | 15. dubna 1960    | 21. července 2013 |                            |                   |